# سامي الشيخ
سامي الشيخ (و. 1981 – م) هو ممثل، وممثل مسرحي، وممثل أفلام من مصر . ولد في الإسكندرية .

## روابط خارجية
- سامي الشيخ على موقع IMDb (الإنجليزية)
- سامي الشيخ على موقع ألو سيني (الفرنسية)
- سامي الشيخ على موقع أول موفي (الإنجليزية)
- سامي الشيخ على موقع قاعدة بيانات الفيلم (الإنجليزية)
- سامي الشيخ على موقع كينوبويسك (الروسية)